# Chiqua
Chiqua és un gènere monotípic d'arnes de la família Crambidae descrita per Stanisław Błeszyński el 1970. Conté només una espècie, Chiqua eblisella, descrita en el mateix article, que es troba a Bolívia.